# Pako 2
PAKO 2 — аркадный автосимулятор, разработанный финской студией Tree Men Games. Продолжение игры 2014 года Pako: Car Chase Simulator. Игра была выпущена 16 ноября 2017 года для macOS и Windows и 31 января 2018 года для Android и iOS.

## Игровой процесс
| Сводный рейтинг    | Сводный рейтинг |
| Агрегатор          | Оценка          |
| ------------------ | --------------- |
| GameRankings       | 75,71 % (iOS)   |
| Metacritic         | 80/100 (iOS)    |
| Иноязычные издания |                 |
| Издание            | Оценка          |
| IGN Spain          | 8,1/10 (PC)     |

Игра имеет изометрический вид сверху. Игрок, управляя автомобилем, должен забирать преступников с мест ограблений и отвозить их в безопасное место. Начиная с момента, когда игрок подбирает преступников в первый раз, его начинает преследовать полиция. Чем больше преступников игроку удаётся развезти, тем яростнее становятся стражи правопорядка. Преследующих полицейских машин становится всё больше, периодически появляться вертолёт. Игрок в свою очередь имеет возможность отстреливаться. Игра не имеет сюжета. Игрок выполняет однотипные задания, разбросанные по карте, получая за это деньги и очки. За деньги можно купить новый автомобиль (всего их 26) и усовершенствовать его, либо купить новое оружие, а очки нужны, чтобы открывать новые карты (в игре их 6, не считая тренировочной). Длительность игровой сессии зависит оттого, насколько долго игрок сможет продержаться на карте не погибнув. Хотя количество заданий на каждой карте не бесконечно.

## Критика
Игра была хорошо принята игровыми критиками. На сайте Metacritic у iOS-версии игры 80 баллов из 100, а на сайте GameRankings рейтинг игры составляет 75,71 %.
Сайт IGN похвалил PC-версию игры. По мнению издания, игра напоминает первые игры серии Grand Theft Auto. Из минусов было отмечено отсутствие сюжета и не всегда адекватный искусственный интеллект полиции.